# Tadzjikistan op de Olympische Zomerspelen 2016
Tadzjikistan nam deel aan de Olympische Zomerspelen 2016 in Rio de Janeiro, Brazilië. De selectie bestond uit zeven sporters, actief in vier olympische sporten. Atleet Dilsjod Nazarov droeg de Tadzjiekse vlag tijdens de openingsceremonie; hij won met de gouden medaille bij het kogelslingeren deze editie ook de enige medaille voor het land. Het was het eerste olympische goud in de olympische geschiedenis van Tadzjikistan. Nazarov won bij de wereldkampioenschappen atletiek een jaar eerder al het zilver op dit onderdeel.

## Medailleoverzicht
| Sport    | Olympiër        | Onderdeel          | Medaille |
| -------- | --------------- | ------------------ | -------- |
| Atletiek | Dilsjod Nazarov | kogelslingeren (m) | Goud     |

## Deelnemers en resultaten
(m) = mannen, (v) = vrouwen 

### Atletiek
| Olympiër            | Onderdeel          | Resultaat | Prestatie                                        |
| ------------------- | ------------------ | --------- | ------------------------------------------------ |
| Dilsjod Nazarov VO  | kogelslingeren (m) | Goud      | kwalificaties: 76,39 m (3e) finale: 78,68 m (1e) |
|                     |                    |           |                                                  |
| Kristina Pronzhenko | 200 m (v)          | series    | series: 25.54 (8e)                               |

### Boksen
| Olympiër         | Onderdeel  | Resultaat    | Prestatie                                                                           |
| ---------------- | ---------- | ------------ | ----------------------------------------------------------------------------------- |
| Anvar Yunusov VS | –60 kg (m) | tweede ronde | eerste ronde won van Shan Jun (3–0) tweede ronde verloor van Robson Conceição (tko) |

### Judo
| Olympiër                    | Onderdeel   | Resultaat    | Prestatie                                           |
| --------------------------- | ----------- | ------------ | --------------------------------------------------- |
| Komronshokh Ustopiriyon     | –90 kg (m)  | tweede ronde | tweede ronde verloor van Varlam Liparteliani: ippon |
| Mukhamadmurod Abdurakhmonov | +100 kg (m) | eerste ronde | eerste ronde verloor van Alex García Mendoza        |

### Zwemmen
| Olympiër         | Onderdeel           | Resultaat | Prestatie           |
| ---------------- | ------------------- | --------- | ------------------- |
| Olim Qurbonov    | 50 m vrije slag (m) | 62e       | series: 25.77 (62e) |
|                  |                     |           |                     |
| Anastasia Tyurin | 50 m vrije slag (v) | 73e       | series: 31.15 (73e) |

Afghanistan · Albanië · Algerije · Amerikaanse Maagdeneilanden · Amerikaans-Samoa · Andorra · Angola · Antigua en Barbuda · Argentinië · Armenië · Aruba · Australië · Azerbeidzjan · Bahama's · Bahrein · Bangladesh · Barbados · België · Belize · Benin · Bermuda · Bhutan · Bolivia · Bosnië en Herzegovina · Botswana · Brazilië · Britse Maagdeneilanden · Brunei · Bulgarije · Burkina Faso · Burundi · Cambodja · Canada · Centraal-Afrikaanse Republiek · Chili · China · Chinees Taipei · Colombia · Comoren · Congo-Brazzaville · Congo-Kinshasa · Cookeilanden · Costa Rica · Cuba · Cyprus · Denemarken · Djibouti · Dominica · Dominicaanse Republiek · Duitsland · Ecuador · Egypte · El Salvador · Equatoriaal-Guinea · Eritrea · Estland · Ethiopië · Fiji · Filipijnen · Finland · Frankrijk · Gabon · Gambia · Georgië · Ghana · Grenada · Griekenland · Groot-Brittannië · Guam · Guatemala · Guinee · Guinee‑Bissau · Guyana · Haïti · Honduras · Hongarije · Hongkong · Ierland · IJsland · India · Indonesië · Irak · Iran · Israël · Italië · Ivoorkust · Jamaica · Japan · Jemen · Jordanië · Kaaimaneilanden · Kaapverdië · Kameroen · Kazachstan · Kenia · Kirgizië · Kiribati · Kosovo · Kroatië · Laos · Lesotho · Letland · Libanon · Liberia · Libië · Liechtenstein · Litouwen · Luxemburg · Macedonië · Madagaskar · Malawi · Malediven · Maleisië · Mali · Malta · Marshalleilanden · Marokko · Mauritanië · Mauritius · Mexico · Micronesië · Moldavië · Monaco · Mongolië · Montenegro · Mozambique · Myanmar · Namibië · Nauru · Nederland · Nepal · Nicaragua · Nieuw-Zeeland · Niger · Nigeria · Noord-Korea · Noorwegen · Oeganda · Oekraïne · Oezbekistan · Oman · Oostenrijk · Oost-Timor · Pakistan · Palau · Palestina · Panama · Papoea-Nieuw-Guinea · Paraguay · Peru · Polen · Portugal · Puerto Rico · Qatar · Roemenië · Rusland · Rwanda · Saint Kitts en Nevis · Saint Lucia · Saint Vincent en Grenadines · Salomonseilanden · Samoa · San Marino · Sao Tomé en Principe · Saoedi-Arabië · Senegal · Servië · Seychellen · Sierra Leone · Singapore · Slovenië · Slowakije · Soedan · Somalië · Spanje · Sri Lanka · Suriname · Swaziland · Syrië · Tadzjikistan · Tanzania · Thailand · Togo · Tonga · Trinidad en Tobago · Tsjaad · Tsjechië · Tunesië · Turkije · Turkmenistan · Tuvalu · Uruguay · Vanuatu · Venezuela · Verenigde Arabische Emiraten · Verenigde Staten · Vietnam · Wit-Rusland · Zambia · Zimbabwe · Zuid-Afrika · Zuid-Korea · Zuid-Soedan · Zweden · Zwitserland
Individuele Olympische Atleten · Olympisch vluchtelingenteam